# Convenció Republicana d’Aragó
La Convenció Republicana d'Aragó -CRA- va ser la federació de la Convenció Republicana dels Pobles d'Espanya (CRPE) en Aragó (Espanya).
La CRA es va constituir l'any 1977 nodrida de militants d'altres formacions polítiques com el FRAP, PCE(ml), PSA a més de sindicalistes.
En les primeres eleccions democràtiques de 1977 posteriors a la dictadura franquista no van presentar candidatures i van demanar l'abstenció, en el referèndum de la Constitució de 1978 van demanar el NO.

## Resultats electorals
En els únics comicis que van presentar candidatures va ser en 1979, tant en les generals com les municipals dins de la Candidatura Unitària d'Esquerra Republicana, aconseguint un regidor en Binéfar (Osca).